# Montesquiu Avantés
Montesquiu Avantés (en francès Montesquieu-Avantès) és un municipi francès, situat a la regió d'Occitània, departament de l'Arieja.

## Història

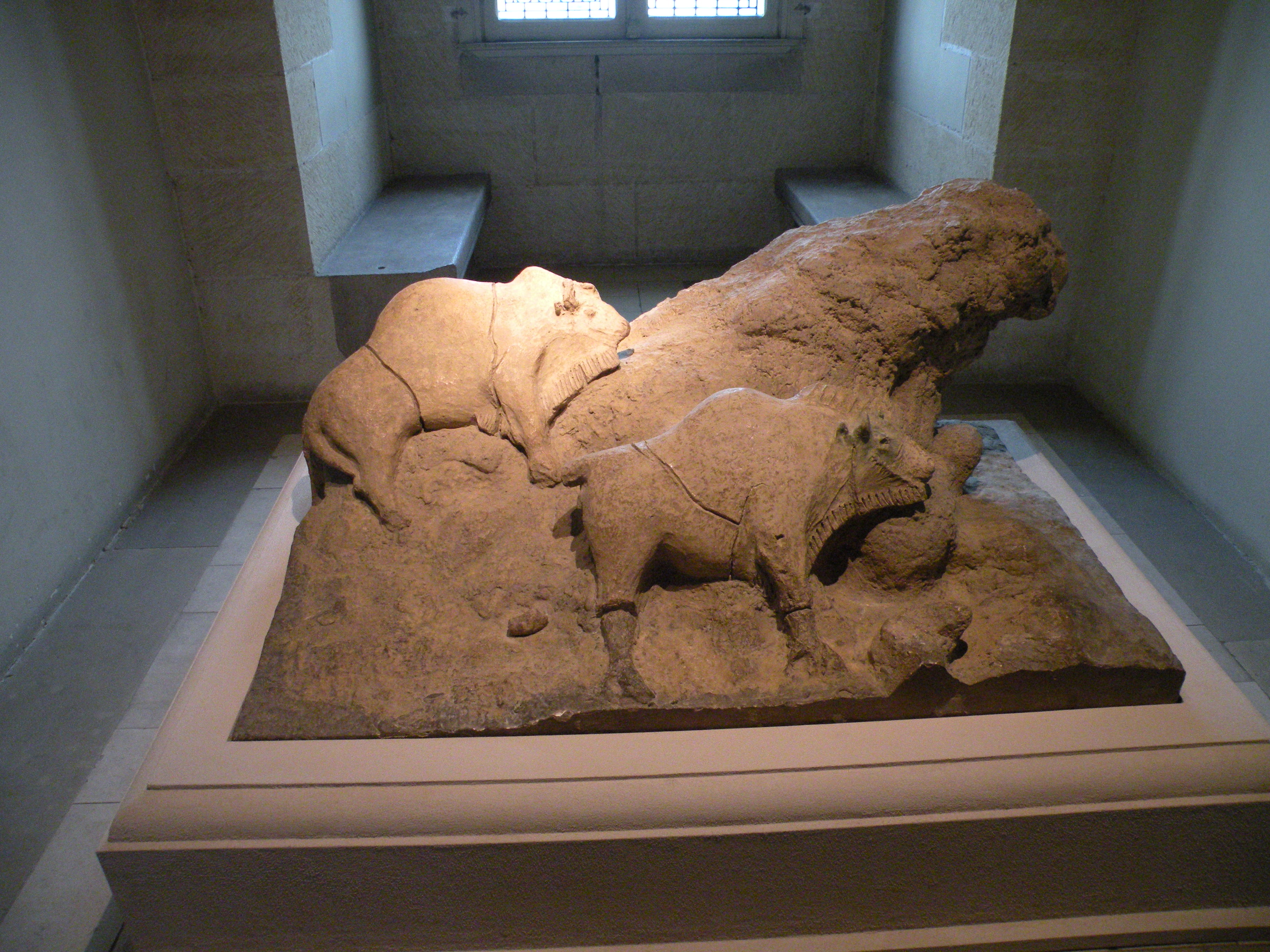
Bisont esculpit en argila de Trois Frères (facsímil).

Montesquieu Avantés té una prehistòria important als Pirineus. El complex de coves va ser excavat pel riu Volp, donant lloc a tres extenses cavernes: Enlène, Trois-Frères i Tuc d' Audoubert. Van ser descoberts per tres germans Max, Jacques, i Louis Begouën el 10 d'octubre de 1912.
Les coves contenen obres d'art úniques. A la Salle des Bisons (sala dels bisons) hi ha dos bisons magistralment modelats, que van ser esculpits en fang amb una eina semblant a una espàtula de pedra fa 17.000 anys i mostren l'empremta dels dits de l'artista. La parella es troba entre les escultures prehistòriques més grosses i millor conservades.
Ocupades durant el Paleolític superior, sobretot durant l'època Magdaleniana, les coves han estat àmpliament estudiades. Aquests treballs sobre Tuc d'Audoubert van ser recopilats l'any 2009 en una monografia titulada "El santuari secret del bison". Un llibre posterior titulat "La cova dels tres germans" ("La Caverne des Trois-Frères") documenta un segle de recerca. Es va publicar l'any 2014 en el centenari del seu descobriment, el 20 de juliol de 1914.
Aquestes coves extremadament fràgils estan tancades al públic amb finalitats de conservació.

## Demografia
| 1962 | 1968 | 1975 | 1982 | 1990 | 1999 |
| ---- | ---- | ---- | ---- | ---- | ---- |
| 375  | 323  | 265  | 280  | 270  | 240  |